# Carlos Losilla
Carlos Eduardo Losilla Badilla (San Ramón; 23 de abril de 1951-24 de septiembre de 2024) fue un futbolista costarricense que jugaba como delantero. Luego se convirtió en entrenador, dirigiendo a su exequipo Ramonense y al Palmares, siendo campeón de la Segunda División en 1988.

## Selección nacional
Jugó por primera vez con Costa Rica el 6 de agosto de 1972, y con un gol de Fernando Hernández al minuto 83', su selección venció a México. El 12 de octubre, jugó contra el mismo rival, perdiendo 3-1.

## Clubes
| Club              | País       | Año       |
| ----------------- | ---------- | --------- |
| Ramonense         | Costa Rica | 1970-1982 |
| Saprissa (cesión) | Costa Rica | 1974      |

## Palmarés

### Como jugador
| Título           | Equipo   | País       | Año  |
| ---------------- | -------- | ---------- | ---- |
| Primera División | Saprissa | Costa Rica | 1974 |

### Como entrenador
| Título           | Equipo   | País       | Año  |
| ---------------- | -------- | ---------- | ---- |
| Segunda División | Palmares | Costa Rica | 1988 |